# Oldřich Lasák

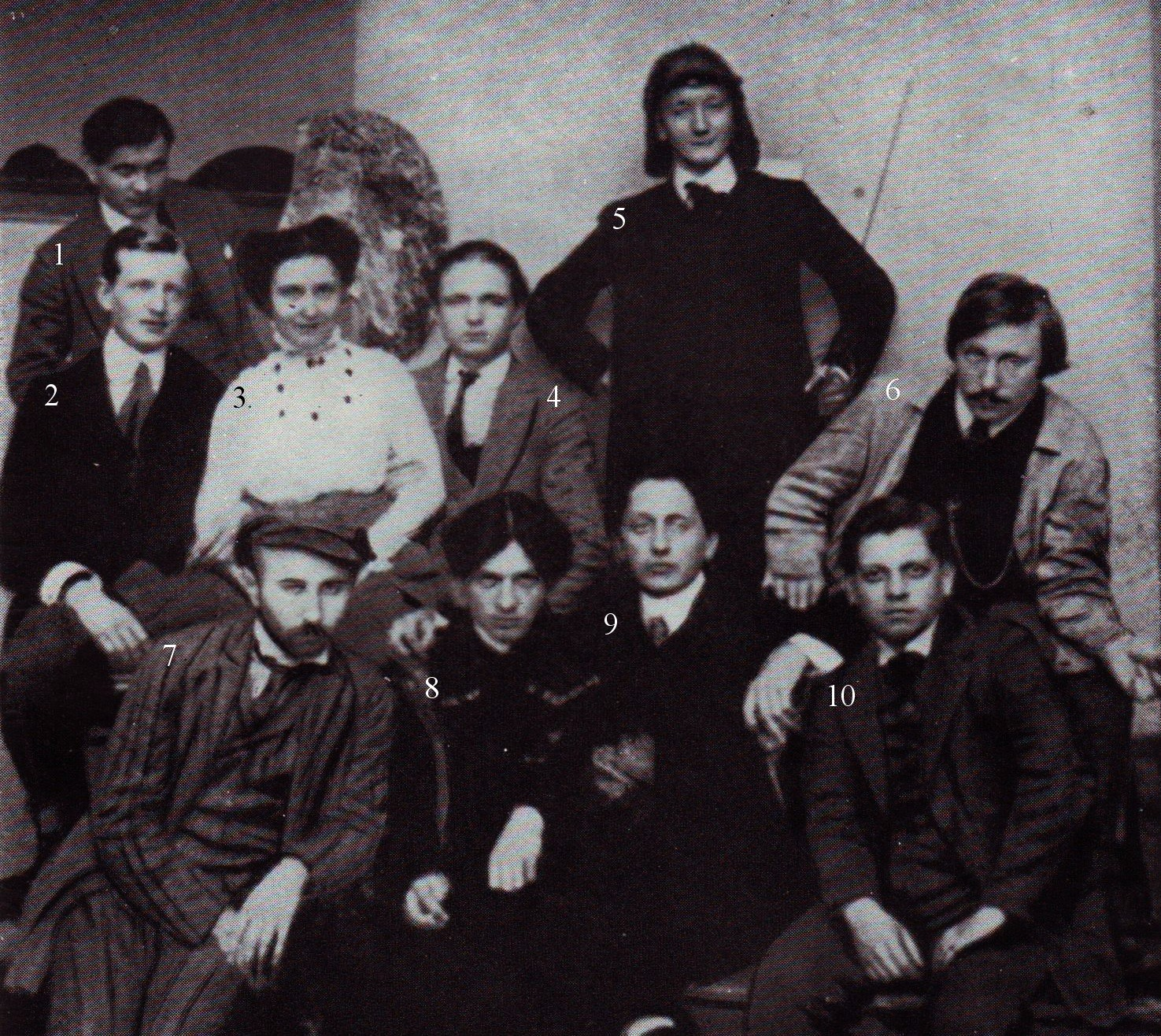
Žáci Schwaigrovy školy z roku 1910 – (1) Fr. A. Jelínek, (2) R. Kremlička – (3) modelka – (4) A. Procházka – (5) J. Mašek – (6) O. Blažíček, (7) Fr. Řehořek, (8) J. Tříška, (9) F. X. Diblík, (10) O. Lasák

Oldřich Lasák (19. prosince 1884 Bělecký Mlýn, Zdětín – 27. listopadu 1968 Ostrava), byl český malíř, ilustrátor, grafik a prozaik.

## Život

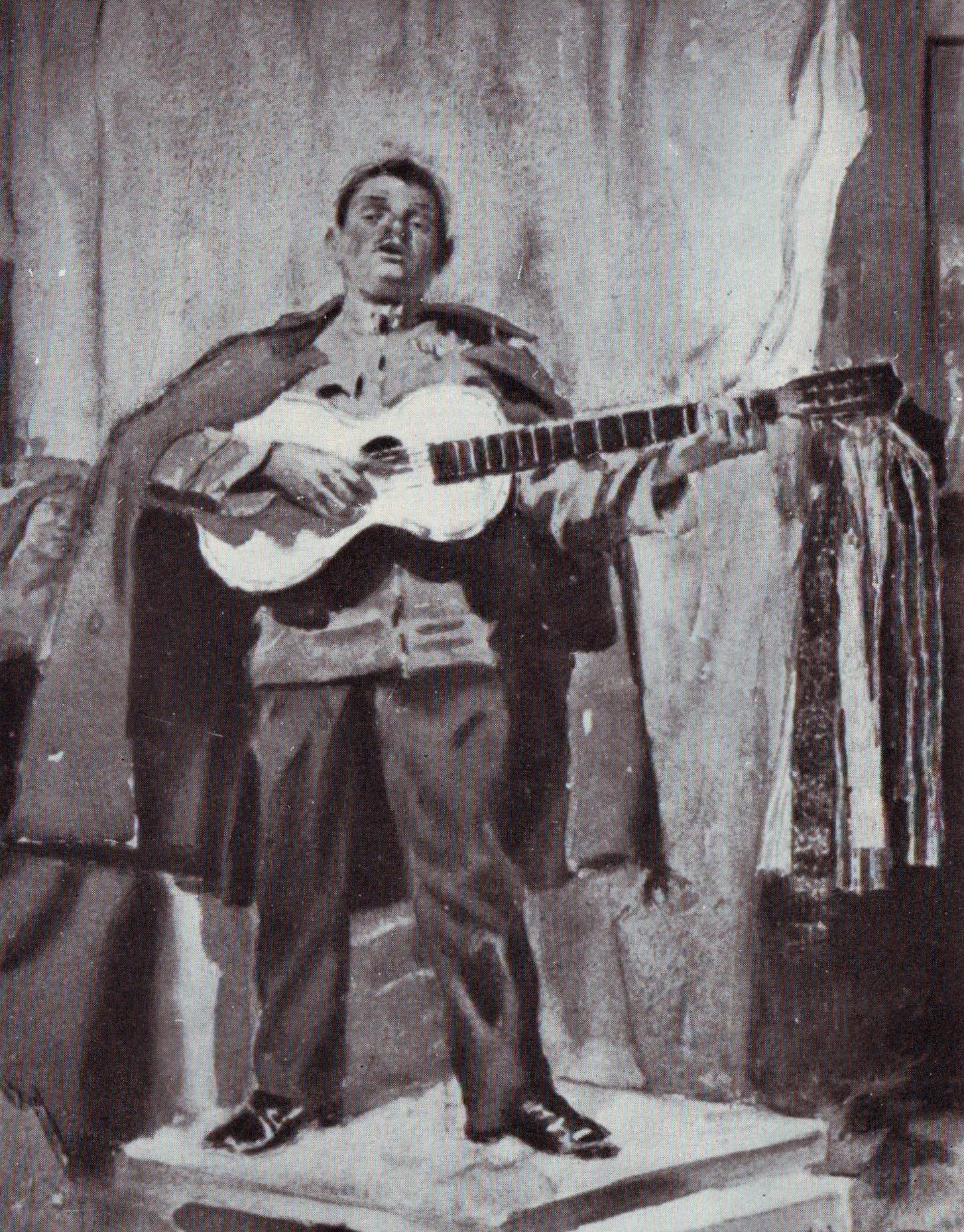
Adolf Kašpar: Oldřich Lasák s kytarou (1925)

Oldřich Lasák se narodil v Běleckém Mlýně nedaleko od obce Hluchov. Jeho otec byl mlynářem. Do obecné školy chodil v Hluchově. Krátce na to se rodina přestěhovala do Prostějova. Zde navštěvoval reálné gymnázium. Během studia se Oldřich Lasák pokoušel malovat první akvarely a záhy se rozhodl být malířem.
V letech 1905–1911 studoval na Akademii výtvarných umění v Praze u prof. B. Roubalíka, V. Bukovace a speciální figurální malbu u prof. H. Schwaigra. Během studia podnikal studijní cesty do Itálie. Navštívil Benátky, Veronu, Padovu, Florencii a Řím. V roce 1912 pobýval na Valašku a roku 1913 se vrátil domů, do Prostějova. V době 1. světové války byl vojenským malířem. Působil v polském Krakově a prošel celou Haličí. V roce 1916 opravoval poškozené fresky v olomouckém vojenském kostele Panny Marie Sněžné. Následně prošel ještě italskou frontou. V roce 1918 se vrátil do Prostějova. V roce 1921 se seznámil s básníkem Jiřím Wolkerem, kterého později portrétoval. 
Oldřich Lasák zemřel 27. listopadu 1968 v Ostravě ve věku téměř 84 let.

## Dílo
Oldřich Lasák byl důkladný figuralista, maloval krajiny, žánrové obrazy a zátiší. Z technik používal olej, akvarel, kresbu, litografii i lept. V roce 1926 malíř přesídlil do Ostravy. Byl členem "Sdružení výtvarných umělců moravských". Svá díla vystavoval v Hodoníně, Vídni, Brně, Prostějově, Olomouci a Moravské Ostravě. Vytvořil portréty několika významných osobností např. A.Mrštíka, J. Uprky, J. Wolkera, P. Bezruče a mnoha dalších.
Oldřich Lasák se mimo to věnoval i literární tvorbě. Byl autorem satirické poezie v souboru Moravský kumšt v košili a své vzpomínky literárně ztvárnil v knize Z malířova zápisníku.